# Scomparsa dell'Avro 688 di BSAA del 1948
Star Tiger (registrazione G-AHNP) era un aereo passeggeri Avro Tudor IV di proprietà e gestito dalla British South American Airways (BSAA) che scomparve senza lasciare traccia sopra l'Oceano Atlantico durante un volo tra Santa Maria, Azzorre e le Bermuda nella prima mattinata del 30 gennaio 1948.
La perdita dell'aereo, insieme a quella del BSAA Avro Tudor Star Ariel nel 1949, rimane irrisolta, con le conseguenti speculazioni che contribuiscono a sviluppare la leggenda del Triangolo delle Bermuda.

## Antefatto
La British South American Airways (BSAA) era una compagnia aerea creata da ex piloti della Seconda Guerra Mondiale nel tentativo di fornire servizi sulle rotte commerciali e passeggeri sudamericane precedentemente non sfruttate. Originariamente denominata British Latin American Air Lines (BLAIR), fu separata dalla British Overseas Airways Corporation (ora British Airways) per operare sulle rotte del Sud Atlantico. Iniziò i servizi transatlantici nel marzo 1946, con un Avro Lancastrian che effettuò il primo volo operativo dall'Aeroporto di Londra-Heathrow. La compagnia aerea operava principalmente con aerei Avro: York, Lancaster e Tudor, e volava alle Bermuda, alle Indie occidentali e alla costa occidentale del Sud America.

## Il volo
Star Tiger era una delle tre versioni ingrandite e migliorate dell'Avro Tudor, designata Tudor IV; aveva effettuato 11 voli transatlantici, per un totale di 575 ore di volo, dal suo volo di prova iniziale il 4 novembre 1947.
La mattina del 28 gennaio 1948, l'equipaggio e i passeggeri salirono a bordo dello Star Tiger a Lisbona solo per essere costretti a tornare nella sala d'attesa dell'aeroporto quando il pilota, il capitano Brian W. McMillan, disse loro che il motore interno di babordo necessitava di attenzione. L'aereo è decollato 2 ore e mezza più tardi e ha effettuato quella che doveva essere una sosta di rifornimento di 75 minuti a Santa Maria nelle Azzorre. Tuttavia, il tempo segnalato era così brutto che il capitano McMillan decise di fermarsi fino al giorno successivo.
Dei passeggeri 16 erano britannici, due messicani, due cechi, uno svizzero e quattro apolidi. Dei passeggeri, sette erano diretti alle Bermuda, dodici erano diretti a Kingston, in Giamaica, e sei erano diretti all'Avana, a Cuba.
Il giorno successivo, 29 gennaio, lo Star Tiger è decollato per la tappa successiva del suo volo verso le Bermuda nonostante i forti venti. McMillan aveva deciso di volare a non più di 2.000 piedi (610 m) per evitare i venti peggiori. Un Avro Lancastrian appartenente alla BSAA pilotato da Frank Griffin decollò un'ora prima della Star Tiger, e Griffin aveva accettato di trasmettere via radio le informazioni meteorologiche allo Star Tiger.
Lo Star Tiger decollò alle 15:34 e subito dopo il decollo fu sferzato da una forte pioggia e da forti venti. Inizialmente a circa 200 miglia (320 km) dietro il Lancastrian, McMillan ridusse lentamente la distanza tra loro ed entrambi gli aerei rimasero in contatto radio tra loro e con le Bermuda. Il secondo pilota a bordo dello Star Tiger era David Colby DFC, come McMillan un pilota di grande esperienza ed ex capo dello squadrone della RAF Pathfinder Force.
Alle 01:26 del 30 gennaio, dopo 10 ore in volo, lo Star Tiger era a sole 150 miglia (240 km) dietro il Lancastrian. Il navigatore del Lancastrian riuscì a stabilire la propria posizione utilizzando la navigazione astronomica e scoprì che i venti avevano portato l'aereo fuori rotta di 60 miglia (97 km) nell'ora precedente. A questo punto, lo Star Tiger aveva superato il punto di non alternativa, dal quale avrebbe potuto dirottare su Terranova, e si era impegnata a rimanere sulla rotta per le Bermuda.
Verso le 02:00, Cyril Ellison, il navigatore dello Star Tiger, fissò la posizione dell'aereo e apprese che anche loro erano stati portati fuori rotta e si stavano allontanando dalle Bermuda. Ha dato a McMillan una nuova rotta che ha trasformato l'aereo direttamente in una tempesta. Tuttavia, McMillan si aspettava ancora di raggiungere le Bermuda con almeno un'ora di carburante rimanente dopo l'atterraggio.
Una nave mercantile, la SS Troubadour, aveva riferito di aver visto un aereo che volava a bassa quota con le luci lampeggianti circa a metà strada tra le Bermuda e l'ingresso della Baia di Delaware, il che significava che se l'aereo era Star Tiger, allora era andato ben fuori rotta dalle Bermuda. Questo presunto avvistamento è avvenuto intorno alle 02:00 [Eastern Standard Time]
Alle 03:00, il Capitano Griffin a bordo del Lancastrian modificò il suo ETA dalle 03:56 alle 05:00 e chiamò lo Star Tiger per dire che stava passando alla telefonia vocale per contattare il Bermuda Approach Control. Griffin in seguito testimoniò di non aver sentito nulla da Star Tiger che indicasse che era in difficoltà e che da quel momento fino all'atterraggio alle 04:11 il suo aereo non incontrò turbolenze, ghiaccio, nebbia o tempeste elettriche.

## La scomparsa
Alle 03:04 l'ufficiale radiofonico Robert Tuck a bordo dello Star Tiger richiese un rilevamento radio dalle Bermuda, ma il segnale non era abbastanza forte per ottenere una lettura accurata. Tuck ha ripetuto la richiesta 11 minuti dopo, e questa volta l'operatore radio delle Bermuda è stato in grado di ottenere un rilevamento di 72 gradi, con una precisione di 2 gradi. L'operatore delle Bermuda ha trasmesso queste informazioni e Tuck ha accusato ricevuta alle 03:17. Questa è stata l'ultima comunicazione con l'aereo.
L'operatore delle Bermuda ha provato a contattare lo Star Tiger alle 03:50 e, non ricevendo risposta, ha pensato che fosse passato al contatto radio diretto con il Bermuda Approach Control. Tuttavia, il controllo di avvicinamento ha riferito che non era così. L'operatore radio delle Bermuda ha tentato alle 04:05 di contattare lo Star Tiger, ancora una volta senza successo, e dopo aver riprovato alle 04:40 ha dichiarato lo stato di emergenza.
Non aveva sentito alcun messaggio di soccorso, e nemmeno nessun altro, anche se molte stazioni riceventi erano in ascolto sulla frequenza di Star Tiger.
Il 30 gennaio 1948, un dispaccio di stampa riportò la perdita dell'aereo a 440 miglia (710 km) a nord-est delle Bermuda.

## Ricerca
Il personale dell'United States Air Force che gestiva l'aeroporto ha immediatamente organizzato un'operazione di salvataggio che è durata cinque giorni nonostante il peggioramento del tempo. Ventisei aerei hanno volato per 882 ore in totale e anche le imbarcazioni di superficie hanno condotto una ricerca, ma non è mai stato trovato alcun segno della Star Tiger o dei suoi 31 passeggeri e dell'equipaggio. Il 1 ° febbraio 1948, un aereo di ricerca B-17 riferì di aver avvistato diverse casse e un fusto di petrolio a 325 miglia (523 km) a nord-ovest delle Bermuda; non è noto se questo relitto fosse collegato o meno all'aereo scomparso.

## Indagine
Non appena si seppe che lo Star Tiger era andato perduto, i rimanenti Avro Tudor della BSAA furono messi a terra dal Ministro dell'Aviazione Civile britannico. Poche settimane dopo fu loro permesso di trasportare merci anziché passeggeri, ma dovettero volare da Santa Maria alle Bermuda via Terranova, una deviazione che ridusse la tratta sull'acqua più lunga di 400 km.
Sebbene l'amministratore delegato di Avro, Sir Roy Dobson, e Don Bennett della BSAA abbiano entrambi pubblicamente respinto qualsiasi implicazione che l'aereo fosse difettoso, il ministro ha deciso che era necessaria un'indagine giudiziaria ("Court of Investigation") sulle cause dell'incidente, il primo dopo la perdita del dirigibile R101 nel 1930. Bennett si oppose così fortemente a ciò che la BSAA lo licenziò.
Lord Macmillan fu nominato a capo delle indagini, assistito da due assessori: un professore di aviazione dell'Università di Londra e il capo pilota della British European Airways. Il professor Arnold Hall del Royal Aircraft Establishment (RAE) è stato nominato assessore. Altre persone coinvolte nell'inchiesta includevano Quentin Hogg QC, John Donaldson QC e Joseph Orrell.
L'indagine, che si tenne pubblicamente alla Church House, Westminster, iniziò il 12 aprile 1948 e durò 11 giorni. Il 21 agosto presentò il suo rapporto a Lord Pakenham, succeduto a Lord Nathan di Churt come ministro dell'aviazione civile. Il rapporto sottolineava che l'equipaggio dello Star Tiger era di grande esperienza e riscontrava "mancanza di cura e attenzione ai dettagli" nel piano di volo, ma nulla di abbastanza grave da spiegare l'incidente.
Tra i passeggeri c'era il maresciallo dell'aeronautica Sir Arthur Coningham, un eroe della seconda guerra mondiale, ex ufficiale dell'aeronautica Comandante in Capo della 2ª forza aerea tattica durante la Battaglia di Normandia. La morte di Coningham è apparsa sulla prima pagina del New York Times il 31 gennaio insieme alla notizia dell'assassinio del Mahatma Gandhi e della morte di Orville Wright.

### Conclusioni
Se la radio dello Star Tiger si fosse guastata poco dopo le 03:15, il suo capitano e navigatore si sarebbero trovati di fronte al compito di localizzare un piccolo gruppo di isole, che misuravano 22 miglia (35 km) da nord-est a sud-ovest, coprendo un'area totale di 20 mq. mi (52 km2) e dotato di potenti luci visibili da circa 30 miglia (48 km) all'altitudine presunta dell'aereo. A quel tempo si trovava a circa 340 miglia (550 km) dalle isole con carburante sufficiente per 3 ore e mezza di volo. Tuttavia, mentre volavano durante una tempesta, avrebbero potuto incontrare venti contrari che avrebbero potuto causare un consumo di carburante più rapido di quanto l'equipaggio si fosse reso conto. Avendo ricevuto un rilevamento accurato, il compito di McMillan di atterrare non era di per sé difficile, tranne che era profondamente consapevole del fatto che non esisteva un aeroporto alternativo: il punto più vicino sulla terraferma americana era Capo Hatteras, a 580 miglia (930 km) a ovest, e ben oltre la portata dello Star Tiger. Tuttavia, non c'erano prove che suggerissero che un guasto radio o un errore di navigazione fossero responsabili del disastro.
Per quanto riguarda il guasto al motore, l'aereo avrebbe potuto facilmente raggiungere le Bermuda con due motori. La sua mancanza di altitudine, tuttavia, avrebbe reso più pericoloso qualsiasi problema di manovrabilità. L'altitudine scelta dallo Star Tiger e dal Lancastrian era molto più bassa del solito, e nessun precedente volo BSAA aveva volato così basso per così tanto tempo. Le previsioni del vento erano inaffidabili durante tutto il viaggio, soprattutto quelle più basse; di conseguenza, un'improvvisa forte raffica avrebbe potuto precipitare bruscamente l'aereo in mare, oppure una disattenzione da parte dell'equipaggio unita ad un altimetro difettoso avrebbero potuto consentirgli di atterrare dolcemente in mare, senza dare all'operatore radio alcuna possibilità di trasmettere una richiesta di soccorso. Una notevole discrepanza era che, sebbene l'altitudine di crociera pianificata fosse di 2.000 piedi, ogni rapporto di posizione trasmesso da Star Tiger indicava l'altitudine di 20.000 piedi (6.100 m). Poiché 20.000 piedi era un'altitudine di crociera più tipica per questa rotta, è possibile che l'equipaggio si sia dimenticato che stavano volando a soli 2.000 piedi e abbia semplicemente fatto volare l'aereo in mare durante la fase di discesa. L'equipaggio potrebbe essere stato affaticato dopo il lungo volo e gli altimetri contemporanei erano inclini a interpretare erroneamente il livello di mille piedi. L'aereo era però dotato anche di un radioaltimetro.
Due volte prima su voli simili, lo Star Tiger era stato costretto a dirottare su Gander, Terranova, e solo due mesi prima un altro Tudor IV si era trovato ad atterrare con meno di 100 imp gal (450 L; 120 US gal) di carburante rimasti; inferiore alla quantità di sovraccarico dello Star Tiger.

## Conseguenze
Durante l'indagine, Bennett suggerì che sia lo Star Tiger che lo Star Ariel fossero stati sabotati. Ha anche affermato che il primo ministro, Clement Attlee, aveva ordinato di abbandonare tutte le indagini sugli incidenti.
Una teoria più recente (2009) è che la perdita di carburante potrebbe aver contribuito alla scomparsa dell'aereo. Inoltre, i rubinetti del carburante per i serbatoi di riserva erano nell'abitacolo e, se non erano già aperti, per passare alla riserva un membro dell'equipaggio avrebbe dovuto andare a poppa. Potrebbe non esserci stato tempo sufficiente per farlo, data l'altezza alla quale stavano volando.